# آلان ماسودي
آلان ماسودي إيكاكانغا (بالفرنسية: Alain Masudi)‏، من مواليد 12 فبراير 1978 في كينشاسا في الكونغو الديمقراطية، لاعب كرة قدم من الكونغو الديمقراطية.
بدأ مسيرته الكروية مع نادي لاوساني سبورت في موسم 2000/2001، وفي عام 2001 انتقل إلى نادي شتورم غراتس، ولعب معهم حتى عام 2003، وفي موسم 2003/2004 انتقل إلى نادي الاتحاد الليبي، وفي موسم 2004/2005 انتقل إلى نادي اتحاد أبناء سخنين الإسرائيلي، ولعب معهم 38 مباراة وسجل 6 أهداف، وفي موسم 2005/2006 انتقل إلى نادي مكابي نتانيا الإسرائيلي، ولعب معهم 34 مباراة وسجل 9 أهداف، ومنذ عام 2006 وهو يلعب مع نادي مكابي حيفا الإسرائيلي.
و هو يلعب مع منتخب الكونغو الديمقراطية لكرة القدم.

## وصلات خارجية
- آلان ماسودي على موقع قاعدة بيانات كرة القدم.إي يو (الإنجليزية)
- آلان ماسودي على موقع ناشيونال فوتبول تيمز (الإنجليزية)
- آلان ماسودي على موقع Soccerway.com (الإنجليزية)
- آلان ماسودي على موقع عالم كرة القدم.نت (الإنجليزية)